# Соломаткин, Леонид Иванович
Леони́д Ива́нович Солома́ткин (1837, Суджа, Курская губерния — похоронен 6 [18] июня 1883, Санкт-Петербург) — русский художниксередины XIX века,

## Биография
Родился в бедной семье. Осиротел в юном возрасте и был вынужден много работать. Был чумаком, посетил множество российских городов и деревень. Благодаря той среде, в которой он жил, Леонид Соломаткин прекрасно разбирался в народной жизни, что отразилось на его творчестве.
Соломаткин начал рисовать и делать наброски, ещё будучи чумаком. В 1855 году поступил в Московское училище живописи и ваяния, где учился живописи до 1860 года. В 1861—1866 является вольноприходящим учеником Императорской академии художеств в Санкт-Петербурге. В 1862 году за картину «Именины дьячка» (ныне в ГТГ, Москва) получил малую серебряную медаль.
Художник писал жанровые сцены из жизни простого народа. Одной из самых известных его работ является картина «Славильщики-городовые» (1864, оригинал утерян), которая впоследствии выдержала ряд авторских повторений. Среди других его работ: «Охотник» (1861), «У питейного дома» (1867), «Постоялый двор» (1870), «Пирушка», «За пенсией» (обе 1878).
Много его картин находятся в Государственной Третьяковской галерее: «В погребке» (1864), «Питейный дом» (1870-е), «Переезд с дачи», «Свадьба» и «Странствующие музыканты» (обе 1872) и в Государственном Русском музее: один из вариантов «Славельщиков-городовых» (1867), «Угощение сбитнем» (1868), «Артисты на привале» (1869), «Ряженые» (1872), «Петрушка» (1878). Работы Соломаткина в областных и республиканских художественных музеях и галереях: «Охотники» (1863) в Киеве, «Пикник» (1882),«Славильщики» (1880) в Одессе,  «Стряпчий» (1867) в Твери, «Свидание» (начало 1870-х) в Вологде, «Приезд ревизора» (1876) в Ташкенте, «На заработки» (1877) в Ярославле, «Пирушка дельцов» (1880) в Туле, «Петрушка» (1882) в Саратове, «Возвращение с работы» в Тамбове, «Бродячие музыканты» в Барнауле, «Утро у трактира» в Иркутске. Так как художник постоянно нуждался, то он писал картины малого размера, многократно повторяя их.
Несмотря на получение художественного образования, Леонид Соломаткин вплоть до самой кончины вёл бедное существование и даже не всегда имел постоянное место для ночлега. Умер художник в больнице для бедных в 1883 году и похоронен 6 (18) июня.

## Оценка творчества
Исследователи отмечают, что Соломаткин испытал на себе влияние жанровой живописи П. М. Шмелькова и В. Г. Перова и творчества малых голландцев, которое он изучал в Эрмитаже. Автору присуща чёткость рисунка и яркость и насыщенность колорита, словно унаследованные от П. А. Федотова.

## Работы
В коллекции Одесского национального художественного музея представлены работы:
- Пикник. 1882. (холст, масло).
- Славильщики. 1880. (холст, масло).